# ズームイン!!サタデー
『ズームイン!!サタデー』（英称:Zoom in!! Saturday、略称：ズムサタ）は、日本テレビ系列で1996年4月6日から2025年3月29日まで生放送されていた朝の情報番組である。『ズームイン!!朝!』→『ズームイン!!SUPER』→『ZIP!』の週末版として、毎週土曜日に放送されていた。

## 概要
時間としては過去に放送していた『NNN朝のニュース』と『うるとら7:00』の後枠で、在京キー局としては当該時間帯初の情報番組である。平日放送の『ズームイン!!朝!』のアレンジ版として放送はしていたが、中継の企画やお天気リレーは原則制作に携わっている基幹局（札幌テレビ、中京テレビ、読売テレビ、福岡放送）のある地域＋日本テレビの計5局で行っていた。しかしそのネット局からの中継も、2009年4月からは地方からの中継が「今日の天キャメラマン」があるだけとなり、事実上不定期となったあと、2011年3月を以て廃止された。『ジパングあさ6』『朝!』『SUPER』や『ZIP!』でみられるような自社枠差し替えも原則ローカル枠にとどめられているため、番組のほとんどを東京から放送しているのも特徴である（ただし途中飛び降りなどはあった。後述。）。そのため「ズームイン」のタイトルがある『ズームイン!!朝!』とは全くの別物番組で、全国中継の少ない『ジパングあさ6』『ズームイン!!SUPER』『ZIP!』の土曜日版の位置づけとして放送していた。
ハイビジョン制作ではあるが、基幹局の中継は中継車からの映像が標準画質である場合が多い（放送回線はハイビジョン対応のため一部お天気カメラなどの映像はハイビジョン映像で放送されている）。
2009年3月28日まで、本番組は前述通り天気予報など一部を除き差し替えはなく、原則全ネット局5時59分（JST）開始で放送されていた（ただし、中京テレビでは編成の都合上、放送開始の1996年4月から半年間のみは7時30分で終了していた）。テレビ大分は最初の1年間は放送されていなかったが、後にフジテレビが『めざましテレビ週末号』開始と同時にそれまでのネット番組の代替番組として1997年4月5日に本番組のネットを開始した。TOSでは1993年10月より『NNN朝のニュース』をネット受けしていたが、その後継ぎとなるネットワークニュースが当番組に内包されることとなり、ネット番組との兼ね合いから放送できなかったこの1年間のみ土曜朝の全国ニュースの放送がなかった。また、単発の例として1997年7月5日に静岡第一テレビで放送された『第一テレビの日』の一環で当時『朝!』の司会であった福留功男による静岡県内各地からの中継をメインにした独自制作に差し替えられている。
2009年4月4日からは、本番組の前に放送していた『あさ天サタデー』を統合する形で5時30分からの2部制の放送に移行する。また、同時に、これまでの開始時間である5時59分に飛び乗り点が設けられ、さらに一部地域での編成見直しのため6時28分（第2部開始時刻）にも飛び乗り点が設けられることになった。詳しくは#ネット局参照。
2011年4月1日からは、同年3月26日まで本番組のスポーツコーナーを担当していた桝太一が初代総合司会を務めた『ZIP!』がスタートした。『ZIP!』の最後のCM明けに本番組の「ジャスト!!日本」の予告をしている（2011年6月以降、ただし金曜日のみ）。
2011年4月2日より放送開始15周年を記念して、ロゴデザインなどが変更された。また、同年10月8日から編成上の音声がステレオに変更され、スタジオ音声はBGM・効果音含めてモノラル音源の状態であったが（ただしオープニングBGMのみステレオ音源で流れていた）、2022年4月2日からフルステレオ音源に切り替わった。
2016年3月26日から番組放送開始20周年を迎えるに合わせて、『ズームイン!!SUPER』時代から使われていたスタジオセットが一新された。2017年4月1日からマイスタジオの改装のためスタジオが一時的に変更されていた。同時にリアルタイム字幕放送、連動データ放送を開始。
なお、『ズームイン!!朝!』では番組開始当初は提供スポンサー紹介はコメント入りでしていたが、本番組は番組開始当初から一貫してコメント無しのテロップのみである（『ジパングあさ6』、『ズームイン!!朝!』は本番組が開始した頃からコメント無しのテロップのみに移行し、『ズームイン!!SUPER』、『ZIP!』でも継続）。
2022年4月2日、女性総合司会が変わるタイミングで大幅リニューアルを施行。正式名称はそのままに番組ロゴ表記を『ズムサタ ZOOM IN SATURDAY』に改め、略称の『ズムサタ』を大きく前面に出したもの（濁点はZを模ったもの、正式名称は"ZOOM IN SATURDAY"と併せて表記）へ11年ぶりに変わった（このロゴ表記変更に伴い、番組開始から26年間に亘り使用してきた『ズームイン!!』のカタカナ表記が放送から姿を消したが、新聞・雑誌・EPG各番組表や、日テレ系列局のウェブサイトなどでは引き続き従来の表記を使用）。さらに「ズーム」及び「ズームイン!!」の文言も封印された。また、コーナーの放送時間を大幅に見直し、6時台はスポーツ中心、7時台はエンタメ・トレンド中心のコーナー配分となっている。また、6時28分の飛び乗りポイントは行使する局がなくなったことから再び廃止され、時刻表示にも一部ネット局を除きオリジナルの座布団がつくようになった。
なお、2022年の大幅リニューアル以後でも、6時台から7時台をまたぐニュースコーナーのアタック音やVTR中のBGMと番組終盤の報道フロアからの最新ニュースコーナーのBGMなど、一部の音響は前代から引き継いている。ただしコーナー配分については2023年1月7日放送分より従前の形に戻されるなど、改編期ごとに小規模ながらリニューアルを行っている。

### 番組の終焉とその後
2024年12月28日放送分にて2025年3月29日に番組を終了することを発表した。これにより、1979年3月放送開始の『ズームイン!!朝!』から46年間続いてきた『ズームイン!!』を冠する番組は、頭文字として含む『ZIP!』のみを残して姿を消すこととなる。
後続番組として、日曜日に放送されている情報番組『シューイチ』が2025年4月5日から土曜日に進出し、放送時間は5時55分から9時25分となった。なお、当番組で放送されていた「プロ野球熱ケツ情報」は、『シューイチ』で「アスリート熱ケツ情報」と改題して継続されており、当番組で内包されていた『NNNニュースサタデー』はローカルセールス枠に移行し、NNNの冠が付かない『ニュースサタデー』として5:45-5:55に独立した上で継続されている。
当番組で2024年4月からお天気キャスターとして出演していた田﨑さくらは、当番組終了後の2025年4月2日から『Oha!4 NEWS LIVE』の水曜～金曜のカルチャーキャスターに就任し、当番組の7代目総合司会の梅澤は2025年4月5日から当番組の気象予報士の杉江が当番組と兼任で出演している『news every.サタデー』に異動した。

### 番組テーマソング
- 初代：1996年4月6日 - 2006年3月25日・・・1997年4月に効果音が足される。
- 3代目：2006年4月1日 - 2011年3月26日
- 4代目：2011年4月2日 - 2019年3月30日
- 5代目：2019年4月6日 - 2020年3月28日・・・基本メロディはそのままであるがヒャダインによる歌唱やアレンジが足された
- 6代目：2020年4月4日 - 2022年3月26日　Bright Saturday/ヒャダイン
- 7代目：2022年4月2日 - 2022年9月24日　キメラ feat.初音ミク/DECO*27（5時59分のポイントでは「ズムサタ♪」のコール部を利用。8代目移行後もこの部分のみ使用）
- 8代目：2022年10月1日 - 2024年9月28日　土曜日のわたしたちは/LiSA
- 9代目：2024年10月5日 - 2025年3月29日 カラフル/SHISHAMO

## 出演者

### 総合司会・スポーツ・ニュース・お天気・その他コーナー
総合司会
| 期間      | 期間      | 男性     | 女性       |
| --------- | --------- | -------- | ---------- |
| 1996.4.6  | 1998.8.29 | 福澤朗   | 山岡三子   |
| 1998.9.5  | 2003.2.1  | 羽鳥慎一 | 山岡三子   |
| 2003.2.8  | 2004.9.25 | 矢島学   | 山岡三子   |
| 2004.10.2 | 2006.3.25 | 矢島学   | 望月理恵   |
| 2006.4.1  | 2010.3.27 | 藤井貴彦 | 望月理恵   |
| 2010.4.3  | 2015.3.28 | 上重聡   | 望月理恵   |
| 2015.4.4  | 2021.3.27 | 辻岡義堂 | 望月理恵   |
| 2021.4.3  | 2022.3.26 | 梅澤廉   | 望月理恵   |
| 2022.4.2  | 2024.2.24 | 梅澤廉   | 鷲見玲奈   |
| 2024.3.2  | 2024.3.30 | 梅澤廉   | 小髙茉緒   |
| 2024.4.6  | 2024.5.25 | 梅澤廉   | 石川みなみ |
| 2024.6.1  | 2024.7.27 | 梅澤廉   | 滝菜月     |
| 2024.8.3  | 2024.8.31 | 梅澤廉   | 中川絵美里 |
| 2024.9.7  | 2025.3.29 | 梅澤廉   | 鷲見玲奈   |

スポーツキャスター・ニュースキャスター
| 期間       | 期間       | スポーツ      | ニュース                       |
| ---------- | ---------- | ------------- | ------------------------------ |
| 1996.4.6   | 1998.8.29  | 羽鳥慎一      | 笹尾敬子                       |
| 1998.9.5   | 1998.12.26 | 船越雅史      | 笹尾敬子                       |
| 1999.1.9   | 1999.12.25 | 船越雅史      | 庭野めぐみ                     |
| 2000.1.8   | 2001.9.29  | 船越雅史      | 加藤玲奈                       |
| 2001.10.6  | 2002.3.30  | 船越雅史      | 町亞聖                         |
| 2002.4.6   | 2005.3.26  | 船越雅史      | 丸岡いずみ                     |
| 2005.4.2   | 2006.3.25  | 船越雅史      | 小西美穂                       |
| 2006.4.1   | 2006.9.23  | 船越雅史      | 池内千香子                     |
| 2006.9.30  | 2006.9.30  | 高橋雄一      | 池内千香子                     |
| 2006.10.7  | 2008.9.27  | 高橋雄一      | 杉上佐智枝                     |
| 2008.10.4  | 2009.3.28  | 高橋雄一      | 馬場典子                       |
| 2009.4.4   | 2010.3.27  | 高橋雄一      | 山本舞衣子                     |
| 2010.4.3   | 2011.3.26  | 桝太一        | 小西美穂                       |
| 2011.4.2   | 2012.9.29  | 森圭介        | 小西美穂                       |
| 2012.10.6  | 2013.9.28  | 安村直樹      | 小西美穂                       |
| 2013.10.5  | 2014.1.11  | 安村直樹      | 宮島香澄                       |
| 2014.1.18  | 2014.3.29  | 安村直樹      | 佐藤良子                       |
| 2014.4.5   | 2015.10.3  | 安村直樹      | 久野静香                       |
| 2015.10.10 | 2017.3.25  | 安村直樹      | 徳島えりか                     |
| 2017.4.1   | 2017.9.30  | 安村直樹      | 滝菜月                         |
| 2017.10.7  | 2021.3.27  | 安村直樹      | 佐藤真知子                     |
| 2021.4.3   | 2021.9.25  | 蛯原哲        | 久野静香 田辺大智（月1回担当） |
| 2021.10.2  | 2022.3.26  | 蛯原哲        | 久野静香 小髙茉緒（月1回担当） |
| 2022.4.2   | 2023.3.25  | 蛯原哲 水谷隼 | 小髙茉緒                       |
| 2023.4.1   | 2024.3.30  | 蛯原哲 水谷隼 | 佐藤真知子                     |
| 2024.4.6   | 2025.3.29  | 蛯原哲 水谷隼 | 伊藤遼                         |

気象予報士・お天気キャスター・コーナー担当
| 期間      | 期間       | 気象予報士 | お天気キャスター       | コーナー担当        |
| --------- | ---------- | ---------- | ---------------------- | ------------------- |
| 1996.4.6  | 2006.9.23  | （不在）   | （女性総合司会が兼務） | （不在）            |
| 2006.9.30 | 2008.9.27  | （不在）   | 井上由貴               | （不在）            |
| 2008.10.4 | 2011.9.24  | 杉江勇次   | 安座間美優             | 岸本梓              |
| 2011.10.1 | 2013.3.30  | 杉江勇次   | ドーキンズ英里奈       | 岸本梓              |
| 2013.4.6  | 2014.3.29  | 杉江勇次   | ドーキンズ英里奈       | 香川美紀            |
| 2014.4.5  | 2015.3.28  | 杉江勇次   | ドーキンズ英里奈       | 岸本梓              |
| 2015.4.4  | 2017.9.30  | 杉江勇次   | 山崎あみ               | 岸本梓              |
| 2017.10.7 | 2021.3.27  | 杉江勇次   | 山崎あみ               | 長沢美月            |
| 2021.4.3  | 2021.12.25 | 杉江勇次   | （月替わり）           | 山崎あみ 佐藤真知子 |
| 2022.1.8  | 2022.3.26  | 杉江勇次   | なえなの 国本梨紗      | 山崎あみ 佐藤真知子 |
| 2022.4.2  | 2024.3.30  | 杉江勇次   | なえなの 国本梨紗      | なえなの 国本梨紗   |
| 2024.4.6  | 2025.3.29  | 杉江勇次   | 田﨑さくら             | なえなの 国本梨紗   |

特に表記されていない人物は、日本テレビアナウンサー。
備考（総合司会）
- 全て出演時点で、男性総合司会は日本テレビアナウンサー、女性総合司会はセント・フォース所属のフリーアナウンサー。
- 男性総合司会はそれぞれ降板後、初代総合司会の福澤は『ズームイン!!朝!』（『ズームイン!!SUPER』の初代総合司会も担当）、2代目の羽鳥は『ズームイン!!SUPER』の総合司会を担当。
- 一方、3代目総合司会の矢島は降板して、『NNN Newsリアルタイム・サタデー』（2010年3月終了）、『NNNストレイトニュース』（2010年3月29日から）メインキャスターとスポーツ中継を担当。
- 4代目総合司会の藤井は降板後、夕方に放送される『news every.』メインキャスター（メインアンカーマン）を担当（2010年3月29日 - 2024年3月22日）。
- 5代目総合司会の上重は2009年3月25日まで『ズームイン!!SUPER』のスポーツキャスターを担当していた。降板後の2015年4月から2016年3月までは『スッキリ!!』サブ司会を担当[10]し、2017年4月からは『シューイチ』を担当。
- 6代目総合司会の辻岡は、『Oha!4 NEWS LIVE』（月曜日）を兼務している中で就任。2018年11月より、サブ司会の宮本の読売巨人軍投手総合コーチ就任に伴う番組降板およびその前準備として、宮本が担当していた「プロ野球熱ケツ情報」のリポーター・進行を降板する日まで兼任した。なお、降板後は本番組の直後に放送される『ゼロイチ』を担当。2024年4月からは総合司会就任前まで担当していた『シューイチ』に復帰後、2025年4月の『シューイチ』土曜版開始に伴い土曜版キャスター陣の1人として4年ぶりに本番組の時間帯に復帰。同番組で、「プロ野球熱ケツ情報」のリニューアル版である「アスリート熱ケツ情報」の進行も担当している。
- 2020年3月7日放送分は、辻岡義堂が冬休みの為、5代目総合司会を務めていた上重聡が代行[11]。
- 7代目総合司会の梅澤は辻岡同様、本番組と兼任する形で前述の『Oha!4 NEWS LIVE』（2021年4月1日 - 9月30日）にも出演していた。
- 2022年6月18日・25日放送分は、梅澤廉が喉の治療の為、6代目総合司会を務めていた辻岡義堂が代行。
- 望月理恵はインフルエンザ罹患のため2018年1月13日放送回を休演。
- 2022年10月15日放送分は鷲見玲奈が夏休みの為、福島中央テレビ（FCT）の直川貴博が代行[12]。
- 2023年3月18日放送分は鷲見玲奈が不在の為、小髙茉緒が代行。その関係でニュースは忽滑谷こころが担当。
- 2023年4月1日放送分は梅澤廉が体調不良の為、蛯原哲が代行。
- 2023年5月27日放送分は鷲見玲奈が不在の為、佐藤真知子が代行。その関係でニュースは山﨑誠が担当。
- 2023年10月28日放送分は梅澤廉が夏休みの為、菊池風磨と伊藤遼が代行。
- 2024年3月16日放送分は梅澤廉が北陸新幹線開業の中継の為、伊藤遼が代行。また、この放送分より鷲見玲奈が産休のため一時出演休止（期間は約半年間、同年9月7日放送分より復帰）。小髙茉緒が代行。
- 2024年7月20日は滝菜月が体調不良の為、石川みなみが代行。
- 2025年2月1日は鷲見玲奈が体調不良の為、河出奈都美が代行。

備考（サブ司会）
- 1998年1月10日に番組出演を開始した宮本和知はもともと「プロ野球熱ケツ情報」のみであったが徐々に出演パートが増え、男性司会者が矢島に変わったころから番組を抜ける2018年12月22日まで司会者とともにタイトルコールを行う「サブ司会」としての立ち回りで、コーナー出演はもとより、「プロ野球熱ケツ情報」のコーナーではリポートとスタジオ進行を担当していた。後にも先にも「サブ司会」システムで出演していたのは宮本のみ。

備考（その他）
- スポーツコーナー担当はすべて出演時点で日本テレビアナウンサー。スポーツコーナー時代の羽鳥は福澤が総合司会の時期のみ担当。テロップでも「バード 羽鳥慎一」と記載されていた。
- 桝は2011年4月1日から2021年3月26日まで『ZIP!』の初代総合司会、同年4月4日から『真相報道バンキシャ!』の総合司会を務める。
- 森は2009年3月30日から2011年3月まで『ズームイン!!SUPER』のエンタコーナーを担当していた。また、当番組では5時台のニュース・ニュース6→7・ジャスト!!日本のナレーションも担当していた。
- 杉江は『あさ天サタデー』（2009年3月まで）、『NNN Newsリアルタイム・サタデー』（2010年3月まで）→『news every.サタデー』（2010年4月以降）を兼務。
- 安座間は「アニ★スタ」のコーナーも担当していた。
- 安村は2014年4月から9月まで『ZIP!』にフィールドキャスターとして出演していた。降板するまで『スッキリ!!』（木・金）、『シューイチ』を兼務している中で出演。
- 蛯原は以前にも前述の藤井が不在時に代理として総合司会を担当したことがある。
- 2019年1月から12月まで月1回「日本全国ビューティー城」のコーナーにビビる大木が出演していた。
- 蛯原哲は2021年7月17日放送分から8月7日放送分まで、東京2020オリンピック関連の取材を行うため出演休止[13]。期間中の代役は上重聡が担当[14]。
- 2022年1月からレギュラーでお天気キャスターを担当している国本・なえなの2名は隔週で交互出演していたが、4月からはダブル同時出演している。
- 2022年10月29日放送分は小髙茉緒が不在の為、林田美学が代行。
- 2023年6月3日は前日から続く大雨の現状をレポートするため、国本梨紗が千葉県木更津市へむかい、お天気キャスターはなえなのが単独で担当。
- 2023年12月2日は佐藤真知子が不在の為、小髙茉緒が代行。
- 2024年2月24日は水谷隼が他局の番組の出演の為。出演休止。また、佐藤真知子が不在の為、小髙茉緒が代行。
- 2024年4月13日は伊藤遼が不在の為、ラルフ鈴木が代行。
- 2024年6月15日は伊藤遼が夏休みの為、北脇太基が代行。
- 2024年10月19日は蛯原哲が第101回箱根駅伝予選会実況の為、伊藤遼が代行。その関係でニュースは川畑一志が担当。
- 2024年11月23日は伊藤遼がゴルフ中継の為、渡邉結衣が代行。
- 2025年2月15日は蛯原哲がお休みの為、伊藤遼が代行。その関係でニュースは渡邊結衣が担当。

備考（感染症対応）
- 2020年4月11日から5月23日までは、同年4月7日に番組を制作している日本テレビが所在する東京都などに新型コロナウイルスの緊急事態宣言が発出されたことや、日本国内での新型コロナウイルスの感染拡大を受けた措置として辻岡、望月、安村、杉江、ニュース担当がスタジオ出演、サッシャ、山崎、長沢はリモート出演になった。のちに出演者全員がスタジオ復帰したが、コーナーやゲスト出演に伴う出演者の人数によっては出演者の一部を別スタジオから出演させるといった措置をとっていた。また、一時的にニュース担当はニュースサタデー時間帯も報道フロアから出演し、基本的には一人でニュースを担当していた。
- 2022年8月13日放送分は、鷲見・水谷・蛯原・杉江が新型コロナウイルス感染で休演したため担当変更や代打出演が発生した。鷲見の代打は小髙茉緒が担当、その関係でニュースは畑下由佳が担当した。水谷・蛯原の代打は伊藤遼が担当。なお、オープニングやエンディングなどには登場せず、スポーツコーナーのみ出演。また、6時台から7時台のニュースの裏読みも担当した。杉江の代打は平井史生が担当した。

### スポーツコメンテーター
- 水谷隼（元プロ卓球選手）※2022年4月2日よりレギュラー出演
- 亀梨和也（KAT-TUN、総合プロデューサー兼）※不定期出演
- 宮本和知（元巨人投手・投手コーチ。1998年1月10日 - 2018年12月22日、2022年1月8日 - 2025年3月29日）※不定期出演
  - 巨人投手総合コーチ就任に伴い番組を一時卒業（降板）。降板後も「ズムサタ終身名誉宣伝部長」として番組公式ウェブサイトに名前を残しているほか、2021年3月27日にはサプライズ出演した。2022年の球団社長付アドバイザーおよびジャイアンツアカデミー校長（非常勤）への異動と、並行しての野球解説者・タレントとしての活動再開後は2022年1月8日に初出演。2023年からは読売ジャイアンツ女子チームの監督も務めている。
- 宮田征典（元巨人投手・巨人他投手コーチ。 - 2006年3月25日。通称：6時半の男〔スポーツコーナーの時間に合わせて〕） ※不定期出演
- 須藤豊（元大洋監督・巨人・西武ヘッドコーチ他。番組開始 - 2009年3月28日）※不定期出演
- 北澤豪（元ヴェルディ川崎MF。2006年4月1日 - ??）※不定期出演
- サッシャ（ラジオDJ・ナレーター、2019年4月6日 - 2022年3月26日）[15]

### 月替わりお天気キャスター
2021年4月から同年12月末まで、お天気キャスターは月替わりで登場することとなった。ただし諸事情等で欠席した場合は当時の女性総合司会であった望月が代行していた。
| 月替わりお天気キャスター一覧 | 月替わりお天気キャスター一覧 | 月替わりお天気キャスター一覧               | 月替わりお天気キャスター一覧 |
| 期間                         | 期間                         | 月替わりお天気キャスター                   | 参考                         |
| ---------------------------- | ---------------------------- | ------------------------------------------ | ---------------------------- |
| 2021年                       | 4月                          | 斉藤朱夏                                   |                              |
| 2021年                       | 5月                          | 井手上漠                                   |                              |
| 2021年                       | 6月                          | 後藤楽々                                   |                              |
| 2021年                       | 7月                          | 愛花                                       |                              |
| 2021年                       | 8月                          | なえなの（ 山崎あみ ）                     | [ 注 11 ]                    |
| 2021年                       | 9月                          | 国本梨紗                                   | [ 17 ]                       |
| 2021年                       | 10月                         | 小椋梨央                                   | [ 18 ]                       |
| 2021年                       | 11月                         | なえなの                                   | [ 注 12 ]                    |
| 2021年                       | 12月                         | ものまねグランプリとのコラボのため週替わり | [ 19 ] [ 注 13 ]             |

### 週替わりゲストMC
2019年、宮本が巨人投手総合コーチに就任のため、1月から同年3月までゲストMCが毎週登場した。
| ゲストMC一覧    | ゲストMC一覧               |
| --------------- | -------------------------- |
| 1月5日          | 福島善成（ガリットチュウ） |
| 1月12日         | つるの剛士(タレント)       |
| 1月19日         | サッシャ(タレント)         |
| 1月26日         | ヒャダイン(ミュージシャン) |
| 2月2日          | 照英(俳優)                 |
| 2月9日          | 中尾明慶(俳優)             |
| 2月16日         | 春風亭昇々(落語家)         |
| 2月23日～3月9日 | 高見沢俊彦（THE ALFEE）    |
| 3月16日         | 神尾晋一郎(声優)           |

## 番組内容
（2024年4月現在）
- 「キャスター全員」としているものは、原則として伊藤遼を除外している。
- 総合演出の意向や重大ニュース（台風・地震など）の関係で大幅に変更されることが頻繁にある。
- コーナー名の頭に★があるものは2023年4月、☆は2023年10月に新設またはリニューアル。

| 放送時刻 | コーナー名                          | コーナー名                          | 備考 |
| -------- | ----------------------------------- | ----------------------------------- | --- |
| 5:30     | オープニング                        | オープニング                        | （麹町時代）マイスタ前に総合司会のみが登場し、『ズームイン!!朝!』同様に一つトピックスを紹介しながらオープニングトーク（アバンタイトル）。当時は5:59開始であったため、約1分でトークをまとめ、6時をメドに後述のコールとポーズをとり、CMを挟まずに「朝一番ヘッドライン」を放送していた（こちらは『ジパングあさ6』の演出を流用）（汐留時代）マイスタ前にキャスター全員とサタボーで挨拶をした後、この日のラインナップが紹介され、ポーズをした後にタイトルロゴを表示。CMの後に天気を伝える。 2022年4月2日のリニューアルで流れが変わり、オープニングは梅澤の影ナレ＋ライブカメラで開始。その後オープニングアニメーションが流れ、メンバーがいるマイスタ広場へカメラが切り替わる。主に梅澤・滝・水谷でトークした後、杉江が全国の週間天気を伝える。再びメンバーでひとしきりトークした後、メンバーでポーズをとる。 開始当時からコールは『日本全国土曜の朝に、ズーム・イン!!』であり、読点までを男性司会者が読み上げ、全員でポーズをとりながらコールする。 |
| 5:34     | 5時発表全国の天気予報               | 5時発表全国の天気予報               | 田﨑さくらがマイスタ前から全国の天気と気温を伝える。なお、2024年3月まではなえなのと国本の二人が担当。最初に二人のうちの片方が全国の天気を伝えてからリレーする形でもう一人が予想最高気温を伝え、「続いて詳しい天気は、杉江さーん！」と呼びかけていた（杉江への呼びかけは田﨑にも踏襲されている）。また、二人の登場順序は原則として週ごとに入れ替わっていた。 2023年1月より杉江の解説がつくようになった。 |
| 5:36     | 各地の天気予報【ローカル枠】        | 各地の天気予報【ローカル枠】        | NTV：関東の天気予報 |
| 5:40     | ニュースフラッシュ                  | ニュースフラッシュ                  | 時間拡大後、5時台のニュースコーナーとして新設（事実上「朝一番ヘッドライン」の流れはこちらが引き継いでいる）。報道スタジオ(news everyスタジオ)から。2014年4月から伝える形式が変わった。 |
| 5:46     | トピックス☆                         | トピックス☆                         | 梅澤・鷲見の進行で身近な話題から取り上げて伝える。 |
| 5:53     | 全国の天気予報                      | 全国の天気予報                      | 気象に関する季節の話題と全国の天気をキャスターとの会話を交えながら伝える。 併せてこの後の番組案内。 |
| 5:59     | 一部地域飛び乗り                    | 一部地域飛び乗り                    | 一部地域飛び乗り |
| 5:59     | ニュース                            | ニュース                            | このあと伝えるニュースから1項目、梅澤の影ナレで伝えるが、気象関連の場合は続けて杉江が紹介することもある。 飛び乗りポイントではあるが、番組ロゴの表示は2022年3月末に廃された代わりに、このあとの「ニュース」前にアイキャッチを入れる。 2022年7月からは影ナレは変わらないが、これまでのように「10秒ワンポイント」ではなく一項目の前半を紹介し、CMに入る。 |
| 6:03     | ニュース                            | ニュース                            | 梅澤と鷲見が担当。これまで「サタイチ」と呼ばれていた飛び乗りポイント。コーナー名を設けずに「（放送日）のニュースは・・・」の一言で開始していた。改編当初は「ニュース＆エンタメ」としてニュースに続けてエンタメを伝えていたが2023年1月より5時台へ移行。事実上「NNNニュースサタデー」の前座。5時台に放送時間が拡大してから2022年12月末まで挨拶や出演者名のテロップなど飛び乗り局に配慮した演出は一切無かったが、23年1月のタイムテーブル改正に合わせて6:01のCM明けに「おはようございます、◯月◯日のズムサタです」という梅澤と鷲見の挨拶と出演者名のテロップが出されるようになった。 7月からはCM前の項目の後半を紹介する。 |
| 6:07     | 全国の天気予報                      | 全国の天気予報                      | 田﨑さくら（2024年3月まではなえなの）がマイスタ前から全国の天気と気温を伝える。 なえなのの担当当時から、飛び乗り局に配慮する形で改めて氏名テロップが表示される。 |
| 6:08     | 各地の天気予報【ローカル枠】        | 各地の天気予報【ローカル枠】        | NTV：週末の天気news。鷲見と杉江で関東地方の週末天気解説を土・日で紹介する。 |
| 6:12     | NNNニュースサタデー                 | NNNニュースサタデー                 | |
| 6:20     | 全日本スポンタっ!★                  | 全日本スポンタっ!★                  | 「スポーツ」と「エンタ」を合わせたタイトル。これまでのインタビュー要素などを踏まえたコーナー。 |
| 6:20     | 15台のカメラと鷲見玲奈              | 15台のカメラと鷲見玲奈              | これまでの「スナックモッチー」の流れを継ぐ。インタビュー対象のゲストを鷲見自身が持つカメラだけでなく15台のカメラで「聞き撮っていく」。 「ズムサタのエンタ」より引き継ぎ。 |
| 6:42     | 今週の気になるニュース☆             | 今週の気になるニュース☆             | これまで「ズムサタのニュース」内で行われていた、鷲見進行の注目ニュースコーナーを独立させた。 |
| 6:52     | 知りたい今がわかる ここ3日ニュース☆ | 知りたい今がわかる ここ3日ニュース☆ | 6時台から7時台をまたいで放送されるニュースコーナー。2023年1月 - 9月までは「12分で今がわかるここ3日ニュース」と呼ばれていたコーナー。梅澤が顔出し読み上げ、蛯原が裏読みを行う。気象の解説が必要な場合は杉江が担当。数日間のニュースを最新判明分を交えて伝える。 コーナー後半は鷲見に進行が変わり、1週間の注目ニュースを伝える。 |
| 7:05     | 特集☆                               | 特集☆                               | コーナー名を設けなくなったが、引き続き特集を送る。 |
| 7:31     | 734スポンタっ!★                     | 734スポンタっ!★                     | このパートでのエンタメコーナーが復活。 |
| 7:37     | プロ野球熱ケツ情報                  | プロ野球熱ケツ情報                  | 番組開始当初から存在するプロ野球専門コーナーだが、後述する通り開始当初と現在では内容が大きく変遷しているコーナーである。スタート当初は総合司会の福澤による進行で、平日のズームイン!!朝!における『プロ野球いれコミ情報』同様、前日の試合結果を中心としたプロ野球情報コーナーであり、カウントダウン演出も引き継がれた。1998年1月からは、前年に現役引退し、スポーツコメンテーター兼サブ司会として番組に加入した読売ジャイアンツ元選手の宮本和知が司会を務め、番組降板前の2018年10月まで担当した。2018年11月以降の司会は2021年3月まで6代目総合司会の辻岡が兼任し、同年4月からは7代目総合司会の梅澤が担当している。このコーナー内でプロ野球選手の中には特別の地位がある選手や監督（詳しくは当該項目を参照）が存在する。野球とは関係ないテーマを決め、宮本がそのテーマに沿って読売ジャイアンツの選手(時には監督･コーチ陣もインタビュー対象となる)にインタビューしている（宮本が「このコーナーは野球の話は全くしません」と言い放つことも）。宮本の起用以降も、当初はプロ野球の試合結果や宮本による野球指導のコーナーなどがあり、純然たるプロ野球情報コーナーとして位置付けられていたが、本コーナー内で宮本によるジャイアンツの密着取材を放送した事がきっかけで、徐々に毎週1つのテーマについて宮本が選手･監督･コーチ陣にインタビューする内容が定着。最終的に試合結果の詳細やダイジェストは「ぐっ!とモーニングスポーツ」へ吸収され、プロ野球情報コーナーからジャイアンツを中心としたプロ野球選手･指導陣の素顔に迫るバラエティーコーナーへシフトしている。 また、CS放送の日テレG+では、未公開映像を含めた30分の『ズムサタ プロ野球熱ケツ情報』が独立番組として放送されている。ジャイアンツが取材の功績を称え、このコーナー、及び本番組に対して感謝状を送ったことのある、球団公認のコーナーである（ジャイアンツの公式ホームページでは、毎週金曜日に翌日の放送で取り扱うテーマを紹介している。ただし、まれに権利上の関係などで紹介されない場合もある）。コーナー開始時には、当初は『超力戦隊オーレンジャー』のオープニング曲「オーレ!オーレンジャー」のイントロとアウトロ部分を繋いだものが、2000年代途中以降は長年『救急戦隊ゴーゴーファイブ』のエンディング曲で「この星を この街を」のイントロ部分が流れていたが、2019年5月11日より高見沢俊彦作曲のインストゥルメンタル曲が用いられている。2017年度はデイリースポーツが当コーナーで出た発言などをほぼ毎週掲載していた。デイリーは阪神タイガースの記事をメインに構成されており、ライバル球団専門のコーナーを記事にするのは極めて異例。2018年10月27日の放送で、宮本が読売ジャイアンツ投手総合コーチ就任に伴い同年12月で降板し、後任は総合司会である辻岡が担当することが発表された。同時に、同年11月に宮本がコーチとして秋季キャンプに帯同することから、降板前の11月と12月の放送で宮本が取材・進行する事が困難となった為、10月27日の放送を以て取材・進行の役割は宮本の番組降板に先立って辻岡に引き継がれた。就任後も、ジャイアンツ投手総合コーチ→投手チーフコーチという立場で宮本が登場することがある。長らく7時台（当初は7:10頃。徐々に遅くなり、上重時代には7時台の末尾へと移動していた）に放送されてきたが、2022年4月から同年12月までは6時台のスポーツコーナーに隣接する形で放送されていた。2022年4月2日のみ『ズームイン!!朝!』時代に行われていた「カメラ前にいるスタッフが投げたボールをキャッチしてスタートする」演出が復活。その後はこれまでのような開始アニメーションはなく、寸劇を入れてシームレスに開始したり、前述の演出を復活させるなどしている。 |
| 7:49     | 全国の天気予報                      | 全国の天気予報                      | 2023年9月まで6:55頃に放送されていた天気パート。 田﨑さくら（2024年3月までは国本）がマイスタ前から全国の天気と気温を伝える。 |
| 7:50     | 各地の天気予報【ローカル枠】        | 各地の天気予報【ローカル枠】        | NTV：関東の天気 ytv：この後放送の『ウェークアップ』のスタジオから中谷しのぶ・野村修也による生宣伝・澤麻美or蓬莱大介による関西の天気 |
| 7:52     | ニュースフラッシュ                  | ニュースフラッシュ                  | 放送開始時から継続されているニュースコーナー。BGMも変わらず使用されている。 2023年1月 - 9月までは過去行ってこなかった報道フロアとのフリートークを行ったことがある。 2023年10月の改編で天気が移動してきたが、NTVのみ報道フロアへの呼び出しが行われる。 |
| 7:56     | エンディング                        | エンディング                        | マイスタジオ前にキャスター全員と一般の親子連れが集まり、総合司会が「お天気はどうですか」と杉江に振り、全国の簡単な天気。続けて「中山秀征さんからのお知らせです」と言い、翌日の『シューイチ』の予告をする。その後、その日に誕生日を迎える子供の名前を一人ずつ呼び（時間があれば、誕生日以外の子供も呼ぶ）、最後に「ズームイン!!また来週（年内最後はよいお年を）!」と言ってキャスター陣と共にポーズをして終了する。 2020年2月22日以降、新型コロナウイルスの感染問題のため子供の名前紹介や大学サークルのイベントの映し出しを含めた一般視聴者を集めることを自粛し、キャスター全員によるエンディングトークをしたのち、最後にズームインポーズをとっていた。 2022年3月26日以降、同様の視聴者集めそのものは自粛しているが、全面不認可ではないが、感染対策やフィジカル・ディスタンスをとることは必要（そのため公式のアナウンスはない）。杉江の天気に続きキャスター全員によるエンディングトーク。ここでリニューアル当初に無くしていた占いテロップが復活。最後にズームインポーズ。なお翌日の番組予告はエンタ734終わりのCM前に移動した。 2023年10月からは天気予報がニュース前に移動してきたため、天気の振りはなくなった。 |

### 以前放送されていたコーナー
ニュースコーナー
- 朝一番ヘッドライン（1996年4月 - 2006年9月）→『ジパングあさ6』のコーナー「今朝のヘッドライン」の土曜版。2006年9月30日より「サタイチ」に改題
- ズムサタヘッドライン（1996年4月 - 2007年3月）→2007年4月7日より「ニュース6→7」に改題。かつての「ズームイン!!朝!」のコーナー「N.S.ヘッドライン」の土曜版。
- 特選!ニュース&エンタ（2006年4月 - 2006年9月）
- サタイチ（2006年9月30日 - 2022年3月26日）

梅澤と望月が担当。昨日あった出来事の中で紹介していく。2009年3月までは「朝一番ヘッドライン」を引き継いだ番組最初のニュースコーナーだったが、時間拡大後、5時台でも報道フロアからのニュースコーナーが設けられたため、実質2回目のニュースコーナーになっている。2014年4月からリニューアルした。事実上「NNNニュースサタデー」の前座。
- ニュース6→7（Six→Seven）（2007年4月7日 - 2022年3月26日）

7時台のニュースコーナー。2007年3月31日までは「ズムサタヘッドライン」と呼ばれていたコーナー。2015年4月からは辻岡、2021年4月からは梅澤が顔出し読み上げ、2014年4月からは安村、2021年4月から蛯原が裏読みとなっている。気象の解説が必要な場合は杉江が担当。
- ズムサタのニュース（2022年4月 - 2022年12月）

7時台のニュースコーナー。前半はこれまでの流れを継ぐニュースコーナー、後半は鷲見に進行が変わって1週間の注目ニュースを伝える。
天気コーナー
- 天気リレー（2009年3月まで）

6時台：各地と中継を結び、オリジナルの大型温度計を使ってその場所の天気や気温を伝えるコーナー。中継する局は基本的に幹部局のみ（MMTとHTVを除く）。
7時台：「ズムサタヘッドライン」に続き、札幌テレビ、中京テレビ、読売テレビ、福岡放送の順に各局のキャスターが伝え、最後は日本テレビ（マイスタ前）でお天気キャスターが全国の天気を伝えてコーナーを締める。初期は6時53分頃に放送されており、改めて「ズームイン!!」のフリがあった。
- 今日の天キャメラマン（2009年4月から数ヶ月間）

NNN系列局の協力により、各地の生の風景をお天気カメラで見ていくコーナー。リポートは各局の社屋内からディレクターや記者が天カメを操作しながら伝えていたが、音声はほとんどがテレビ中継回線ではなく電話回線からのものだった。現在も台風中継などの時にこの方式をとることがある。
- 杉江勇次のドラマーチック天気(? - 2015年7月頃)

杉江、山崎、宮本が担当。杉江が詳しい天気を伝える際に趣味のドラムを叩くパフォーマンスを行う（悪天候などの場合は中止）。
- きょう土曜日だけの詳しく天気 - 2022年12月まで。NTVローカルで放送され、東京地方の1時間ごとの詳しい天気と気温を伝える。現在の6:55枠であるがオーソドックスな関東の天気に変更された。

スポーツコーナー
- ぐっ!とモーニングスポーツ（1996年4月 - 2022年3月28日）

蛯原が担当。スポーツ全般の話題を扱う。この番組内では「ニュース6→7」でもスポーツの話題を扱うが、単独のスポーツコーナーはこのコーナーが唯一である。
- ギュッとモーニングスポーツ-SATURDAY MORNING SPORTS NEWS-★（2022年4月4日 - 2023年3月）

水谷と蛯原が担当。スポーツ全般の話題を扱う。単独のスポーツコーナーはこのコーナーが唯一であったが、コーナー終了でそれもなくなった。「ぐっ!とモーニングスポーツ」のようにストレート形式での報道だけでなく、水谷の取材レポートも流す。
- - 水谷のベッカク（2022年4月4日 - 2023年3月）

水谷がアスリート視点で選んだ、”別格”なプレーをトップ5形式で届ける。
新聞コーナー
- スポーツ紙チェック（1996年4月 - 2006年9月）
- けさの注目記事（1996年4月 - 2006年3月）
  - 今週の面積（ベタ）ランキング（新聞記事の1㎠を「1ベタ」として計算し、記事の面積を占めたニュースを紹介する）
- けさのスポーツ紙一面→バード（→ヤッシー→ターボ）・ボート・モッチーのスポーツ紙チェック FEVER!

当初は女性司会者が新聞紹介を兼務していたが、船越が新聞コーナーを担当することになり改題。「チェック」と「FEVER」の間に『3』や『4』の数字と放送年度の西暦が入っていた。船越降板後「高橋くんの3分スポーツ新聞」へ引き継がれる
- 上重お役立ち新聞（2010年4月 - 9月）

各朝刊の一面・中面を詳しく紹介する。2010年3月27日まで「朝刊ニュースの目」と呼ばれていたコーナー。
- 理科系男子 "ます"たいちのスポーツ新聞でござい"ます"（2010年4月から9月）

前身は「高橋くんの3分スポーツ新聞」で桝太一がスポーツ紙一面を紹介していく。高橋はエプロン姿と調理器具型の差し棒（ベル付）でコーナーを進行していたが、桝は白衣姿と虫眼鏡型の差し棒（ベル付）で進行する。
- 新聞エンタとって出し（2010年10月2日 - 2011年2月19日）

スポーツ紙などの三面記事にある記事を紹介する芸能コーナー。
- 朝刊から Pick UP!（2010年11月13日 - 2011年3月5日）

各朝刊の一面・中面を詳しく紹介する。2010年4月から半年間放送されていた「上重お役立ち新聞」に若干似ている。
- 新聞ぜ〜んぶ見てみよう!

時間拡大後、新設されたコーナー。最初にニュースとスポーツを伝え、その後にエンタを伝える。ニュース・スポーツは梅澤が、エンタは望月が担当。
トレンドインタビューコーナー
- 話題の!?現場検証（開始 - 2006年?月 街頭調査をするコーナー。主に若年女性の流行を取り上げる。2006年4月以降はレギュラーでの放送がなくなった。内容は「ズームイン!!SUPER」の「バードウォッチング」に引き継がれている。
- エース上重は見た!(2010年4月3日-2015年3月28日)

上重が話題のスポットを取材するコーナー。このコーナーからはキャスター全員が着座してマイスタジオから放送、VTR後のフリートークの最後からコーナーが繋がっていく。
- 義堂が参ります。（2015年4月4日 -?）

2015年4月4日から辻岡が総合司会に就任したことに伴い、「エース上重は見た!」を改題したコーナー。辻岡が渋谷の繁華街などをリポートし、特定の話題に関するいろいろな話を聞く、「話題の!?現場検証」時代から続くトレンド情報。
- これ知ってました? （? - 2017年2月11日）

ZIP!の『チューモーク!』に類似したコーナー。今話題の人物やエンターテイメントを取り上げる。スタジオの壁に「未知の部屋」と書かれた扉が設置されており、扉をノックすると中からスタッフが現れ、お題の書かれたプレート等を差し出すのが定番である。2017年2月11日の放送分を最後に廃止され、以後スナックモッチーに統一した。
エンタメ・アニマルコーナー
- アニマールニッポン（1996年4月 - 2006年3月）→現在も「ジャスト!!日本」のコーナー（不定期）で放送中。動物紹介コーナー
- アニ★スタ あなたのペットがテレビデビュー（2009年4月4日 - 2011年3月5日）

視聴者から寄せられたペットの写真を紹介。5時台で毎回5組の候補が紹介され、エンディングで今週の「アニ★スタ」No.1を発表。さらに3ヶ月ごとに「アニ★スタ」No.1に選ばれたペットからグランドチャンピオンを決める「グランドチャンピオン大会」を開催。グランドチャンピオン大会は2011年4月9日放送の「第12回 アニ★スタ グランドチャンピオン大会ファイナル」で終了。
- ズムサタ♪アーティスト（2010年4月17日 - 2011年5月7日）

最新のシングルを紹介するコーナー。
- エンタ特技見せ（2011年5月14日 - 2012年3月31日と2012年4月7日の新聞ぜ〜んぶ見てみよう！のコーナ内）

望月が芸能人のもとを訪れ、特技を披露してもらう。望月の判断により、特技と認定されないものもある（2011年9月10日放送で古原靖久が披露したヒーローバック宙など）。芸能人がどんな特技なのかを発表した時に、望月とスタッフ（番組側・芸能人側両方とも）が「ええっ!?」と驚きのリアクションをするのがお約束となっている。
- みんなのキモッチー（2012年4月14日 - 2013年3月30日）
- 週末ちょい旅（開始? - 2006年?月 週末のイベントを紹介（時々中継もする）。当初は6時台後半だったが、2006年4月よりエンディングに移った）
- モッチーのよくばりエンタ

望月が芸能面を詳しく紹介していく。なお、兄弟番組の『ZIP!』や『スッキリ!!』ともども、この番組では普通の話題でも芸能人に「さん」付けをする。
- スナックモッチー （2013年4月 - 2022年3月26日）

2013年4月からスタート。新橋にある、望月がママを務めるスナックという設定で、客として出演するゲストとプライベートなトークを演じる。ナレーションは羽佐間道夫が担当。
- 公開1週間前シネマ（2009年3月28日 - ?）

望月が担当。公開1週間前の話題の映画を詳しく紹介する。
- OH!ワンダフルHulu（2017年10月 - 2019年）

Huluで配信されている映画等の作品を、長沢と山崎が紹介する。犬をモチーフにしたマスコットキャラ「ふるおくん」が登場する。
- きょうナニたべたい食堂（2014年10月4日 - 2019年）

前週の放送終了後に佐藤を含むキャスター達が話し合った、特に食べたいもの（地方の特産品など）のうちどれか一つが紹介され、辻岡、望月、宮本が試食する。2014年9月までは「朝ナニたべたい食堂」だった。2016年1月は期間限定で「きょう鍋たべたい食堂」とし、鍋料理に絞って紹介（1月30日は放送を見合わせたため、2月6日に振り替えた）。
- ズムサタの1番さま。 - 2022年4月-12月。ズムサタ若手スタッフの「推したいもの」を紹介する。
- ズムサタのですが…クイズ - 2022年4月-12月。1週間の出来事の中からクイズを出題。タイトルにあるように出来事に「ですが…」とつないで問題を作成、出演陣に回答させる。
- ズムサタのエンタ630（2022年4月4日 - 2023年3月）

「モッチーのよくばりエンタ」の流れを継ぐ芸能情報。鷲見・なえなの・国本が中心となって最新芸能情報となえなの・国本の取材の模様を伝える。
コーナータイトルの「630」は放送時間帯を示している。2022年12月末までは7:34頃から放送されていたため「ズムサタのエンタ734」としていた
占いコーナー
- Dr.コパのザ・風水（開始 - 1997年頃、風水術紹介&風水占いのコーナー）
- 願いがかなう風水（開始 - 1997年頃、福澤担当時でエンディング近くに放送・同じくDr.コパが担当していた）
- サタボーの週末占い

放送日当日及び翌日の運勢を12星座別に紹介。かつては、最後にその日の一番運勢のいい星座を女性司会者が発表していた。番組内のコーナーが増えるに従い占い枠そのものが縮小され、エンディングで画面の右上に載るぐらいの簡素なものになったうえキャスターの読み上げもなくなった。2006年3月までは6時台後半（「ニュース6→7」の枠の前）でも放送されていた。2022年3月26日の放送で廃止され、公式サイト内での発表に変えている。
特集コーナー
- ジャスト!!日本（開始 - 2014年9月27日）

特集コーナーではあるが、こちらは時節柄に合わせたものが多く、硬軟取り混ぜて行われる。『朝!』における「ズームインズーム」「おもしろ発見」「情報トレイン」に近いが、日本テレビが主導権を握っていることが違い。望月が鷲見に対し「この番組はコスプレが多い」と語ったり、後年に歴代キャスターが行ったコスプレが流れることがあるが、概ねこのコーナーやエンタメコーナーで行われていたものである。羽鳥がメイン司会を務めていたころまでは系列局を巻き込むことも多々あったり、自身がコスプレを行うなどの凝った演出もあった。
- クイズ・今日のジャスト!!（2011年4月9日 - 2014年9月27日）

当日の「ジャスト!!日本」で放送される内容から、安座間→岸本→香川→岸本がクイズを2問出題。ほとんどは、1問目は正解が発表されるが、2問目についてはなく、「正解は7時20分ごろからのジャスト日本で!」という安座間→岸本→香川→岸本の言葉で締めくくられる。
- マンスリースペシャル（2007年2月 - 不明）

これまで（着ぐるみの）サタボー〔「番組のマスコットキャラクター」参照〕が芸能レポーターとして芸能情報を伝える「サタボーのもっとよくばりエンタ」や（着ぐるみの）サタボーが芸能人と一緒に遊ぶ「サタボーあそぼー」などを放送。
なお、この時間帯に土曜ドラマのコラボレーション企画を放送することがあり、特にKAT-TUNの亀梨和也が主演するドラマとコラボがほとんどでその時だけ、亀梨は「亀梨プロデューサー」という設定。また、後に『1ポンドの福音』とのコラボの際にはHey! Say! JUMPの山田涼介がアシスタントプロデューサーに任命されている。
- 特集!!サタデー→2007年4月7日より「サタトピ」に改題
- サタトピ（2007年4月 - 2010年9月）

その週の注目ニュースを深く掘り下げる特集コーナー。2007年4月7日より「特集!!サタデー」から改題された。また「注目ベタランキング」も不定期で行われる。「注目ベタランキング」第1位の話題を扱う場合はそのままVTRが連結される形でコーナーが始まる。2007年9月までは藤井と伊藤奈穂子（週代わりで今中麻貴）が進行していた。2007年10月からは元福島テレビアナウンサーの山元香里がロケも含めて担当していたが、山元降板以降は伊藤や岸本梓が担当している。
- ズムサタいち押し

「ジャスト!!日本」や「サタトピ」などの流れを継ぐ様々な旬の話題を取り上げるコーナー。担当者は毎週変動し、山崎・佐藤は不定期で担当する。
- ズムサタわくわく（2022年4月 - 2023年9月）

「わくわく」してしまう話題を特集する。

## マスコットキャラクター
「ズムサタ」ではかつて土曜日の「土」の字をモチーフにした「サタッピ」と「サタミ」というキャラクターを2005年1月から設けていた。しかし『ズームイン!!SUPER』の「ズーミン」よりマイナーな印象があったせいか、2006年3月いっぱいで姿を消した。
その後「サタッピ」「サタミ」に代わるキャラクターが2006年4月29日から登場。『ズームイン!!SUPER』同様、鳥をモチーフにしたキャラクターで「ズーミン」「チャーミン」（以下、略称「ズーチャー」と表記）のいとこという設定。体毛は2006年4月からのタイトルロゴと同じ緑色でサングラスを着用（着ぐるみは両端に「Z」と表記されているゴーグルを着用）し、ズーチャーより脚が長く、お腹に「ZS」と書かれている。当時の総合司会である藤井の左利きをイメージしているため、「ズームイン!!」のポーズもズーチャーと違って左羽で行っており（藤井も左手でポーズしていた）、顔立ちは着ぐるみやCGでは常時、目の所をにっこり（^^）とさせている。なお総合司会の代替わり毎に容姿を変えるということはしていない。
このキャラクターの名称募集が2006年6月3日から行われていたが、同年7月8日の放送でキャラクター名が「サタボー」に決定した（ドラマ『マイ☆ボス マイ☆ヒーロー』の宣伝に来ていたTOKIOの長瀬智也が応募数の多かった上位5つの中から選んで決定）。グッズは2006年12月23日に発売された。
2011年3月31日を以って『ズームイン!!SUPER』が終了することになったため、ズーチャーのキャラクター消滅も考えられたが、多くの視聴者からの要望に応え、同年4月以降は本番組に移動し、サタボーと3羽揃って登場することになった。
2016年3月26日を以ってズーチャーは番組を卒業。その際、辻岡から「ふるさとの「鳥の島（とりのしま）」に帰ることになった」と説明され、お別れの挨拶をした後、赤いカーテンの「とりのしまの入り口」に入って飛び立ち、絵本の中に入るアニメーションが挿入される演出で締めくくられた。ズーミンは『ズームイン!!SUPER』から約13年、チャーミンは約10年活躍し続けた。サタボーは番組終了まで続投。
サタボーは2018年のドラマ『Missデビル 人事の悪魔・椿眞子』で、共亜火災保険のイメージキャラクター『きょうあ君』として第1話、第5話、第6話に出演している。
2023年3月4日放送からサタボーが喋るようになり、初回の”声”は、お笑いコンビ・インディアンス(現:ちょんまげラーメン)の田渕章裕が務めた。

### キャラクター一覧
現在
- サタボー（2006年4月29日 - 現在）

過去
- サタッピ（2005年1月 - 2006年3月）
- サタミ（2005年1月 - 2006年3月）
- ズーミン（『ズームイン!!SUPER』終了に伴う引っ越し・2011年4月2日 - 2016年3月26日[24]）
- チャーミン （同上）

## 熱ケツ情報の地位
熱ケツ情報に頻繁に登場する巨人軍の選手やコーチ・監督は、番組内で「ズムサタレギュラー」と呼ばれており、その中ではさらにズムサタ○○の地位を持つ者がいる（退団選手含む）。
- 終身名誉会長 … 原辰徳（監督（2002年 - 2003年、2006年 - 2015年、2019年 -2023年 ）。なお、終身名誉顧問とは本番組放送開始当時の巨人監督・長嶋茂雄が2001年に退任した時に与えられた終身名誉監督がその由来）
- 本部長 … 村田真一（元・巨人一軍ヘッドコーチ）、清原和博（2005年退団→2008年現役引退）
- セ・リーグ統括広報部長 … 柳沢裕一（1999年退団→2006年引退、現・東北楽天ゴールデンイーグルス二軍バッテリーコーチ。同コーナーでの当初の肩書は「中日広報」であったが、中日のリーグ優勝時に勝手にセ・リーグ統括を名乗ったため、現在まで定着）
- 編成部長 … 高橋由伸（2015年引退→元一軍監督（2016年 - 2018年））
- 広報部長 … 元木大介（2005年引退→2019年は一軍内野守備兼打撃コーチ、2020年からは一軍ヘッドコーチ）
- 宴会部長 … 高橋尚成（2009年退団→2015年引退）
- 2軍広報 … 小田幸平（2005年退団→2014年引退）
- 座長 … 入来祐作（2003年退団→2008年引退、現・福岡ソフトバンクホークス二軍投手コーチ）
- ピッチボーイズ … 上原浩治（2008年退団、2018年復帰、2019年引退）、前田幸長（2007年引退）
- ズムサタ終身名誉宣伝部長 … 宮本和知（2018年一軍投手コーチ就任→2021年球団社長付アドバイザーに異動）。巨人コーチ就任前に本番組のレギュラーコメンテーターだったことによる。コーチ辞任後は球団社長付アドバイザー・ニッポン放送解説者として活動のほか、本番組にも不定期で復帰。

しかし、上記のメンバーの多くは移籍や退団などで巨人軍を去ってしまい、この地位表現が使われる機会は激減している。
2000年代後半からは大道典嘉（現・福岡ソフトバンクホークス2軍打撃コーチ）を筆頭に、鶴岡一成（現・横浜DeNAベイスターズ一軍バッテリーコーチ）、古城茂幸（引退）、亀井義行などで結成されたウーウー隊（柳沢慎吾の持ちネタでパトカーのサイレンを真似した「ウーウー」を頻繁に行う集団）のメンバーや、坂本勇人、松本哲也、鈴木尚広（2019年より一軍外野守備走塁コーチ→同年退団）、内海哲也（現・埼玉西武ライオンズ投手）、村田修一といった選手の他、コーチの篠塚和典（2010年に退団）や川相昌弘、巨人軍球団職員のジョン・チョンヨン（イ・スンヨプ（現・三星ライオンズ）の専属通訳）などが多く登場し、上記の巨人を去った地位所有者の後を継ぐような形で活躍している。特に大道はこのコーナーで選手を仕切る事が多く、司会の宮本から「（番組）プロデューサーみたいだ」などと言われたことがある。
さらに、2017年シーズンからは日ハムから移籍してきた石川慎吾が独特な価値観の持ち主であることと、話術が優れていることもあって、新レギュラーになりつつある。
また、2010年4月7日に急逝したコーチの木村拓也も、巨人での現役時代はこのコーナーの常連、ズムサタレギュラーであり、2009年のオフには広島の自宅に、このコーナーで宮本が取材に行くほどであった。そのため、同年4月10日の放送回では「プロ野球熱ケツ情報」と「ジャスト!!日本」分の時間を使い、追悼特集をCMを挟まずに放送した（この日の「ジャスト!!日本」は2週連続放送の特集『外国人インタビュー』の後編を放送する予定であったが、コーナーを休止し、後編はその翌週放送となった）。
その他に、木田優夫（引退、現・北海道日本ハムファイターズ二軍監督）が描いた絵を、毎年オフシーズンに紹介する『木田画伯展』などの企画は、該当する選手が巨人を去った後も継続して行われており、そういった選手もズムサタレギュラーと呼ばれている。

## ネット局
- 第1部はローカルセールス枠のため、日本テレビ以外の通常時◎の局でも編成の都合上臨時に○に変更する場合がある一方、通常時○の局でも非常事態等発生時や特別編成実施時を中心に臨時に◎に変更する場合がある。
- ネット局では時刻表示を行っているが、番組送出ではなく各局別の送出となっており、日本テレビと一部ネット局ではお天気ループも送出している。
  - ◎…フルネット
  - ○…5時59分飛び乗りネット

| 放送対象地域   | 放送局                    | 系列                          | 放送時間               | 放送時間               | 備考 |
| 放送対象地域   | 放送局                    | 系列                          | 第1部 土曜 5:30 - 6:28 | 第2部 土曜 6:28 - 8:00 | 備考 |
| -------------- | ------------------------- | ----------------------------- | ---------------------- | ---------------------- | --- |
| 関東広域圏     | 日本テレビ（NTV）         | 日本テレビ系列                | ◎                      | ◎                      | 【制作局】 |
| 青森県         | 青森放送（RAB）           | 日本テレビ系列                | ◎                      | ◎                      | |
| 山形県         | 山形放送（YBC）           | 日本テレビ系列                | ◎                      | ◎                      | - 2017年10月21日から第1部を◎に変更。 - 2017年10月14日までの第1部は○。 |
| 新潟県         | テレビ新潟（TeNY）        | 日本テレビ系列                | ◎                      | ◎                      | - 2016年1月9日から第1部を◎に変更。 - 2015年12月26日までの第1部は○。 |
| 静岡県         | 静岡第一テレビ（SDT）     | 日本テレビ系列                | ◎                      | ◎                      | - 2023年4月1日から第1部を◎に変更。 - 2023年3月25日までの第1部は○。 |
| 石川県         | テレビ金沢（KTK）         | 日本テレビ系列                | ◎                      | ◎                      | |
| 福井県         | 福井放送（FBC）           | 日本テレビ系列                | ◎                      | ◎                      | |
| 中京広域圏     | 中京テレビ（CTV）         | 日本テレビ系列                | ◎                      | ◎                      | - 1996年9月28日までは7:30飛び降り。 |
| 山口県         | 山口放送（KRY）           | 日本テレビ系列                | ◎                      | ◎                      | - 2023年10月7日から第1部を◎に変更。 - 2023年9月30日までの第1部は○。 |
| 香川県・岡山県 | 西日本放送（RNC）         | 日本テレビ系列                | ◎                      | ◎                      | - 2010年4月3日から第1部を◎に変更。 - 2010年3月27日までは第1部は○。 |
| 高知県         | 高知放送（RKC）           | 日本テレビ系列                | ◎                      | ◎                      | - 2014年4月5日から第1部を◎に変更。 - 2014年3月29日までは○。 |
| 福岡県         | 福岡放送（FBS）           | 日本テレビ系列                | ◎                      | ◎                      | - 2010年4月3日から第1部を◎に変更。 - 第1部は2009年4月4日から12月26日までは非ネット、2010年1月9日から3月27日までは○。                                                      |
| 長崎県         | 長崎国際テレビ（NIB）     | 日本テレビ系列                | ◎                      | ◎                      | |
| 北海道         | 札幌テレビ（STV）         | 日本テレビ系列                | ○                      | ◎                      | - 2018年10月6日から第1部を○に変更。 - 5:54 - 5:59は自社番宣番組『どんどんどさんこくん』を放送。 - 2018年9月29日までの第1部は非ネット。2010年10月2日から2012年3月31日は○。 |
| 岩手県         | テレビ岩手（TVI）         | 日本テレビ系列                | ○                      | ◎                      | - 2022年2月12日は第1部を臨時に◎に変更。 |
| 宮城県         | ミヤギテレビ（MMT）       | 日本テレビ系列                | ○                      | ◎                      | - 5:53 - 5:59は自社番宣番組『ミヤテレだよん』を放送。 |
| 秋田県         | 秋田放送（ABS）           | 日本テレビ系列                | ○                      | ◎                      | - 5:54 - 5:59は県内の天気『ABSお天気情報』を放送。 |
| 福島県         | 福島中央テレビ（FCT）     | 日本テレビ系列                | ○                      | ◎                      | - 2022年10月15日は第1部を臨時に◎に変更。 |
| 山梨県         | 山梨放送（YBS）           | 日本テレビ系列                | ○                      | ◎                      | - 2012年4月7日から第1部を○に変更。 - 2009年4月4日から2012年3月31日までは第1部は非ネット。 - 2022年2月12日は第1部を臨時に◎に変更。                                         |
| 長野県         | テレビ信州（TSB）         | 日本テレビ系列                | ○                      | ◎                      | |
| 富山県         | 北日本放送（KNB）         | 日本テレビ系列                | ○                      | ◎                      | |
| 近畿広域圏     | 読売テレビ（ytv）         | 日本テレビ系列                | ○                      | ◎                      | - 2023年4月1日から第1部を○に変更。 - 5:30 - 5:59は自社制作番組『す・またん!』を放送。 - 2023年3月25日までの第1部は◎。                                                     |
| 鳥取県・島根県 | 日本海テレビ（NKT）       | 日本テレビ系列                | ○                      | ◎                      | - 2010年4月3日から第1部を○に変更。 - 2009年4月4日から2010年3月28日までは第1部は非ネット。                                                                                 |
| 広島県         | 広島テレビ（HTV）         | 日本テレビ系列                | ○                      | ◎                      | - 2011年4月2日から第1部を○に変更。 - 2010年4月3日 - 2011年3月26日までは第1部は非ネット｡                                                                                   |
| 徳島県         | 四国放送（JRT）           | 日本テレビ系列                | ○                      | ◎                      | |
| 愛媛県         | 南海放送（RNB）           | 日本テレビ系列                | ○                      | ◎                      | - 2014年4月5日から第1部を○に変更。 - 2014年3月29日までは第1部は非ネット。                                                                                                 |
| 熊本県         | くまもと県民テレビ（KKT） | 日本テレビ系列                | ○                      | ◎                      | |
| 大分県         | テレビ大分（TOS）         | 日本テレビ系列 フジテレビ系列 | ○                      | ◎                      | - 1997年4月5日からネット開始。 |
| 鹿児島県       | 鹿児島読売テレビ（KYT）   | 日本テレビ系列                | ○                      | ◎                      | - 5:55 - 5:59は県内の天気『いつでも天気』を放送。 |

- 沖縄県の一部エリアでも、沖縄ケーブルネットワーク、宮古テレビのコミュニティチャンネルにて、鹿児島読売テレビから受信したものを同時放送している[31][32]。ただし、データ放送・字幕放送には対応していない。

### 変則放送
2021年8月7日放送分は北海道札幌市から『東京オリンピック・女子マラソン』を放送するため、当初は6時30分までの短縮放送を予定していた。しかし、放送前日夜に急遽マラソンの開始時間を1時間前倒しすることを大会組織委員会などが発表したため、本番組についてもさらに31分短縮し、5時59分までの放送となった。番組のほとんどをオリンピック関連で費やし、『ぐっ!とモーニングスポーツ』『天気予報』『札幌から安村の生中継』で対応。お天気キャスターも同日から登場予定だったなえなのの出演を翌週（8月14日）に延期したため、望月が担当した（総合司会と兼任）。このため5時59分飛び乗りの局はネットを返上する形となった。なお、通常時飛び乗り局のうち札幌テレビでは、マラソン開催地であることやスタート前のアイヌ舞踊を中継するため、臨時に5時30分からのフルネットとなった（札幌テレビの他にも臨時フルネットの対応をとったところがある）。

### 放送時間の変遷
| 期間     | 期間      | 放送時間（日本時間） | 放送時間（日本時間） |
| 期間     | 期間      | 土曜                 |                      |
| -------- | --------- | -------------------- | -------------------- |
| 1996.4.6 | 2009.3.28 | 5:59 - 8:00（121分） | 5:59 - 8:00（121分） |
| 2009.4.4 | 2025.3.29 | 5:30 - 8:00（150分） | 5:30 - 8:00（150分） |

## スタッフ
〈タレントスタッフ〉
- 総合プロデューサー：亀梨和也（KAT-TUN） - 不定期出演（亀梨主演のドラマや映画の宣伝、プロ野球巨人戦開幕時（プロ野球スペシャルサポーターも担当）など）
- AP：山田涼介（Hey!Say!JUMP） - 不定期出演（ドラマ・映画・新曲の宣伝など）

〈通常スタッフ〉
- 演出：辰巳洋平（2022年4月2日 - 2025年3月29日、以前は、ジャスト!!日本→マイスタ→演出→マイスタ担当→ディレクター）
- 監修︰池谷賢志（2024年6月1日 - 2025年3月29日）
- ディレクター：岩渕誠司（以前は、マイスタ→スポーツ担当）、植田直也（以前は、ニュース担当、一時離脱も復帰していた）、安立佳優（以前は、ニュース→ジャスト!!日本担当、一時離脱も復帰していた）、藤田正和（以前は、新聞担当→一時離脱）、山口美和、藤田日登美（以前は、マイスタ担当）、星野泰佑、永野太一（毎週）、新井聡史（以前は、スポーツ担当）、安部智之（以前は、エンタ→ニュース担当→一時離脱）、佐藤信也（以前は、エンタ→ニュース担当）、松島大悟、佐藤吉正（以前は、ニュース→マイスタ→ニュース担当）、濱口翔（以前は、マイスタ担当）、難波江祐平（以前は、エンタ担当）、古郡武昭（一時離脱→復帰→新聞担当）、加納嗣大（以前は、エンタ担当）、小巻英里香（以前は、マイスタ→ドキンは見た→エンタ担当）、山口葵、中尾阿実（以前は、ニュース担当）、猪口義之、岩越隆浩、小林まり、中出到、粟野りほ、小林宏大、星野祐貴、朝木愛実、板橋哲平、尾﨑誠悟、小川裕之（以前は、ジャスト!!日本→ニュース→エンタ担当→一時離脱）、塚崎寿、岡村洋平、濱田晃輔（以前は、マイスタ→毎週担当）、大八木直（以前は、マイスタ→エンタ→マイスタ→毎週担当）、山口英明（以前は、マイスタ→毎週担当）、伊藤光明（以前は、新聞→毎週担当）、後藤一輝（以前は、演出・エンタ→ニュース→毎週担当）、佐藤宏繁（以前は、演出・ニュース→エンタ担当）、保坂智弘（以前は、エンタ担当）、上田知洋（以前は、演出・ドキンは見た→マイスタ→毎週担当→一時離脱）、和田良樹、上野真二（以前は、マイスタ→一時離脱→復帰→ニュース担当→再び一時離脱）、浅倉隆（以前は、マイスタ→ニュース担当→一時離脱）、山田悠介、稲波宏樹、木村智彦、尾崎涼夏、武石一也、竹内翼（週替り交代）
- エンタデスク：藤田梨奈（以前は、エンタ→カルチャーデスク）
- AP：山下田歌子（以前は、デスク兼務）、野原卓司（以前は、マイスタ担当→ディレクター→2022年4月2日 - 2023年5月27日まで演出）
- TM：岡田直紀（以前は、TD）
- TD：杉本裕治、天内理絵、沼田広美、鈴木昭博、神田洋介（週替り交代）
- SW：三井隆裕、村松(松村)明（週替り交代）
- SW/カメラ：伊藤孝浩（週替り交代）
- カメラ：池田純哉、中村佳央、加美山稔、津野祐一、橋本圭祐、星合陽介、西阪康史、横田将宏、岡田勇輝、日向野崇、佐原陽平、浦上真里奈、森亮介、中峯輝也、秋元辰也、濱川和人（週替り交代）
- 音声：藤岡絵里子、寺田恭子、榊原大輔、越村朱音（週替り交代）
- VE：塩原和益、笈川太（週替り交代）
- 照明：大野精一、佐野広之、大場浩、角田信稔（週替り交代）
- 美術：上條宏美
- TK：桜井えみこ、居波初子、奈良里美（週替り交代）
- 音効：島野高一、石橋裕司
- ECG：辻根昌枝（毎週）、石黒好美、宮前芳恵、吉本江里菜（週替り交代）
- 編集：福井洋（毎週）、飯田光朗、栗原良一、木賀幸雄、小原雅之、岡部和人、近藤雅明、齋藤昌俊、平井章浩、桑原啓樹、糸山堅太、岡田拓真、西垣安武、加藤理恵、佐藤諒、坂本亮、菊池優、蒔田智浩（週替り交代）
- ライター：池田正喜（一時離脱も復帰していた）、板橋めぐみ、浜崎美帆、小田川朋広、細村卓也、川瀬吉宏、夏目宗弘（週替り交代）
- ライター/ニュース作家︰富永淳一（週替り交代）
- ライター/エンタ作家︰板垣悟司(志)（週替り交代）
- 構成：西村耕平（以前は、リサーチャー）、佐藤満春（佐藤→2022年4月2日 - 2025年3月29日）[39]
- 機材提供：CAMERA RENT（2022年4月2日・4月16日 - 2025年3月29日）（不定期）
- 制作協力：東阪企画、AX-ON（旧：日本テレビビデオ）
- 総監督：高井健司（2022年4月2日 - 2025年3月29日、以前は、総合演出→演出）
- プロデューサー：納富隆治（2015年6月6日 - 2016年11月26日・2024年6月1日 - 、一時離脱→復帰）、似鳥利行（2018年12月1日 - 、以前は、総合演出→一時離脱）/碓田千加志（碓田→以前は、マイスタ担当）、坂本水奈、野崎智史（野崎→2024年11月2日 - 2025年3月29日）
- チーフプロデューサー：横田崇（2024年6月1日 - 2025年3月29日）
- 製作著作：日テレ

### 過去のスタッフ
- 構成：おちまさと、山田美保子（山田→番組開始から1998年8月まで）
- 演出︰神谷美帆（2022年4月2日 - 2025年1月18日、以前は、ジャスト!!日本→エンタ担当→ディレクター、一時離脱も復帰していた）
- ディレクター：
  - 毎週担当：久保田隆、長濱薫、毛利忍、神田博、斎藤誠、澤田隆昌、栗原甚、藤好耕、高井昭男、松田幸樹、田中護（田中→以前は、演出・マイスタ→ニュース→ジャスト!!日本担当）
  - ジャスト!!日本担当：磯崎泰久、小杉隼人、田岡伸介、小保内司（以前は、マイスタ→エンタ担当）
  - ニュース担当：原寛、吉田一彦、中原芳、太田淳一、仮野潔（以前は、ニュース→マイスタ担当）、千葉翔太（以前は、マイスタ担当）
  - スポーツ担当：黒田清隆、島村茂樹、盛田和哉
  - 熱ケツ：小泉敏邦、大矢裕之、石川絵里、西尾玲香
  - エンタ担当：大澤宏一郎、嶋崎良介（以前は、エンタ→ジャスト日本担当）、大塚翔太（以前は、マイスタ担当）、矢野雅也、飯塚尊、諸岡大輝、小田切寛/山本昌弘（デスク）
  - 新聞：斎藤陽子、中村克之
  - マイスタ：満松隆一郎、村手武治、亀井康知、須藤和幸、山口真史、栢木研二、谷口顕、原山恵祐、松本亮佑、中内清仁、大西あすか、金崎準、増山豊、澤田隆昌、小川直希（小川→以前は、ジャスト!!日本担当）、田中孝将、山内かのこ、熊谷航太郎、塚本和也、濱田大樹、菅原広、工藤啓史
- TM：新名大作、木村博靖、土屋隆（土屋→以前は、TD）、村上正、川合亮
- TD：一ノ瀬健次、伊東俊哉、今村公威、遠藤裕二、牛山敏彦、矢込宏敬、佐藤勝義、三山隆浩、荻野高康、小澤郁彌、菅谷典彦、清水秀明（清水→以前は、TM→一時離脱）、田口徹、小峰祐司
- SW：高梨正利、米田博之、村上和正
- カメラ：渡辺滋雄、榎本丈之、小林豊、井出善彦、渡邊晃
- 音声：荒井吉春、三石敏生
- 照明：吉松耕司、野村博幸、木村明、浅見俊一、佐々木靖、佐々木康雄、大前英樹、徳永博一、市原伸、秋長稔、高星武志、森田恵太郎、高橋正彦、鈴木道隆、坂口尚真、大矢晃、山内圭、掛橋司、本木卓、貫井亜廉、中山佑宇、菅原佑介、大川俊(敏)行
- VE：梅津孝一、山口考志
- 中継：大熊昇、田村好彦、山根寿彦、清宏、長野正次
- 美術：鈴木喜勝、高野豊、本田恵子
- 大道具：町山宏
- TK：柏木梨佐
- ECG：滝澤(沢)奈美子
- 編集：要田和宏、石毛孝
- リサーチ→リサーチャー：田中雅則、本間恵理、竹越陵
- ライター：吉田明美、中西英隆、笠原正弘、山本洋左右（山本→一時離脱も復帰していた）、吉嶋亮（以前は、リサーチャー）（吉嶋→毎週）
- ブレーン：川上伸一（以前は、構成）
- 音楽：小野雄紀（2011年4月2日 - 2022年3月、2019年4月よりオープニングテーマは前山田健一が編曲したものを使用）
- キャラクター：宮城創（Middle）
- デスク：小早川純世
- AP：古和田早紀（2019年9月21日・2022年4月2日 - 2023年5月、以前は、ジャスト!!日本→マイスタ担当→一時離脱）
- 編成：土谷幸弘、越部憲洋、田中秀雄、稲垣眞一、中野裕子、糸井聖一、下田明宏、中村圭吾、穂積武信（穂積→一時離脱も復帰していた）、末延靖章
- 広報：浜崎英人、友定紘子、松榮大（松榮→一時離脱も復帰していた）、立松典子
- 総監督：渥美光三
- 総合演出：佐藤一
- プロデューサー：笹尾光→川添武明→加宮貴博→湯元敏浩→八木元→町尻具宗→横山剛輔→安彦真利江→納富隆治→渡瀬慶吾（渡瀬→2016年12月3日 - 2018年11月24日）、首藤由紀子、佐野正法（佐野→2021年6月5日 - 2022年11月26日）、服部完英（服部→2021年4月10日 - 2024年5月25日）/山口香代、菊池武、西岡聖（西岡→以前は、ディレクター）、石橋佳之、生田目瑞穂、中村泰祐（中村→一時離脱も復帰していた）、野村征司、塚本大輔
- チーフプロデューサー：城朋子→高田真治→袴田直希→山田克也→後藤東→岡田泰三→染井将吾→福地聡→面高直子（面高→2013年6月1日 - 2014年11月29日）→福地聡（福地→2014年12月6日 - 2016年5月28日）→千葉知紀（千葉→2016年6月4日 - 2018年6月2日）→関健一（関→2018年6月9日 - 2021年5月29日）→三浦俊明（三浦→2021年6月5日 - 2022年5月28日）→遠藤正累（遠藤→2022年6月4日 - 2023年5月27日）→倉田忠明（倉田→2023年6月3日 - 2024年5月25日）
- 制作協力：NiTRO（旧：NTV映像センター）

## 兄弟番組
- ズームイン!!朝!（月 - 金 7時 - 8時30分）〔1996年4月1日 - 2001年9月30日〕 - 末期の司会は本番組初代男性司会の福澤が務めた。
- ズームイン!!SUPER（月 - 金 5時30分 - 8時30分→5時30分 - 8時→5時20分 - 8時）〔2001年10月1日 - 2011年3月31日〕 - 司会は本番組初代・2代目男性司会の福澤→羽鳥が務めた。
- ZIP!（月 - 金 5時50分 - 9時）〔2011年4月1日 - 〕 - 2021年3月26日までは2010年 - 2011年に本番組のスポーツコーナーを担当していた桝と2016年 - 2017年に本番組のニュースコーナーを担当していた徳島が司会を務めた。